# Mesene mygdon
Mesene mygdon is een vlindersoort uit de familie van de prachtvlinders (Riodinidae), onderfamilie Riodininae.
Mesene mygdon werd in 1913 beschreven door Schaus.